# Atrichopogon corpulentus
Atrichopogon corpulentus är en tvåvingeart som beskrevs av Ewen 1958. Atrichopogon corpulentus ingår i släktet Atrichopogon och familjen svidknott.
Artens utbredningsområde är British Columbia. Inga underarter finns listade i Catalogue of Life.